# Strischi (Kunstflugstaffel)
Die Strischi (russisch Стрижи, deutsch Mauersegler) sind eine Kunstflugstaffel der russischen Luftstreitkräfte.

## Geschichte
Die Staffel wurde offiziell am 6. Mai 1991 gegründet und ist auf dem Militärflugplatz Kubinka stationiert. Die Bildung einer Kunstfluggruppe innerhalb der 2. Staffel des auf diesem Stützpunkt stationierten 234. Gardejadgfliegerregiments geschah aber bereits ab Mitte der 1980er Jahre.
Sie fliegt seit Anbeginn die MiG-29, mit der die Einheit in diesem Zeitraum ausgerüstet wurde. Den ersten öffentlichen Auftritt absolvierten die Strischi Mitte Mai 1992 in Reims/Frankreich anlässlich des 50-jährigen Bestehens des französischen Fliegerregiments Normandie-Njemen noch in der ersten, blau-weißen Farbgebung, die mittlerweile durch die russischen Nationalfarben ersetzt wurde. Zuvor gab es bereits einen Freundschaftsbesuch im schwedischen Uppsala. Zum Anlass der Verabschiedung der GSSD flog die Staffel 1994 vom Flugplatz Sperenberg aus auch in Deutschland.
Es werden auch Mitflugmöglichkeiten für Zivilisten mit MiG-15, Aero L-29, Aero L-39 und MiG-29 angeboten.
Oft zeigen die Strischi gemeinsame Vorführungen mit dem Kunstflugteam Russkije witjasi. Die drei Teams Berkuti, Russkije Witjasi und Strischi gehören mittlerweile zu den Standardteams der MAKS-Airshows und der Siegesparaden in Moskau.

## Bilder

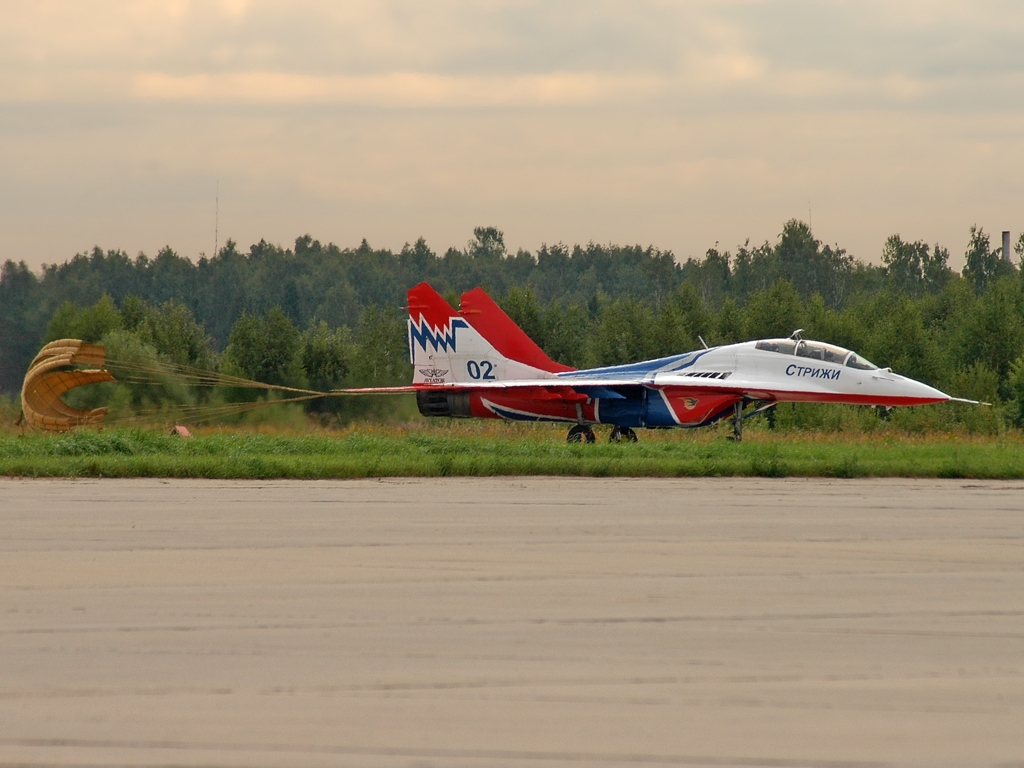
MiG-29 Fulcrum-B der Strischi mit Bremsschirm (2009)
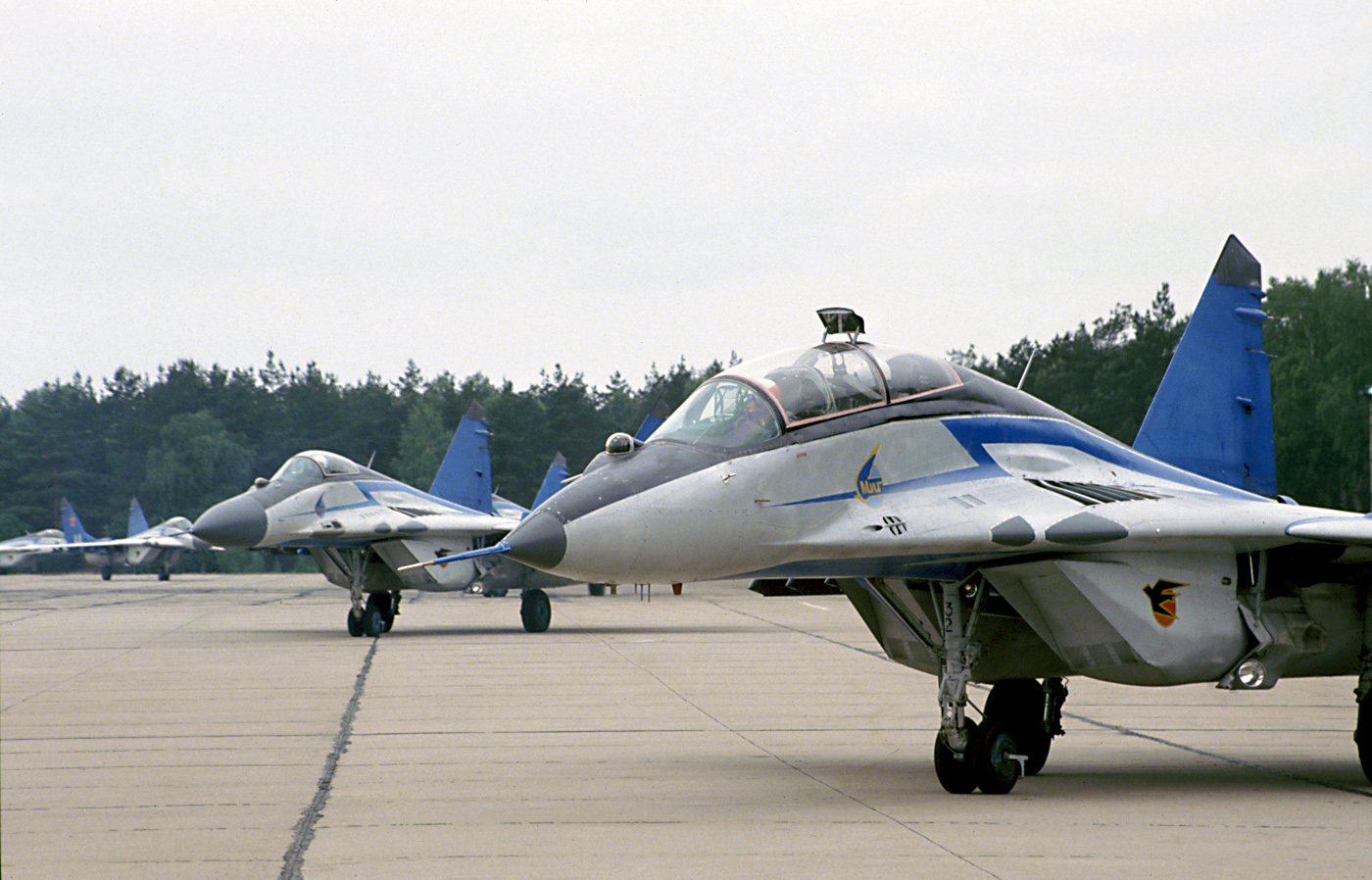
Strischi-MiGs in der ersten Farbgebung (Sperenberg, 1994)
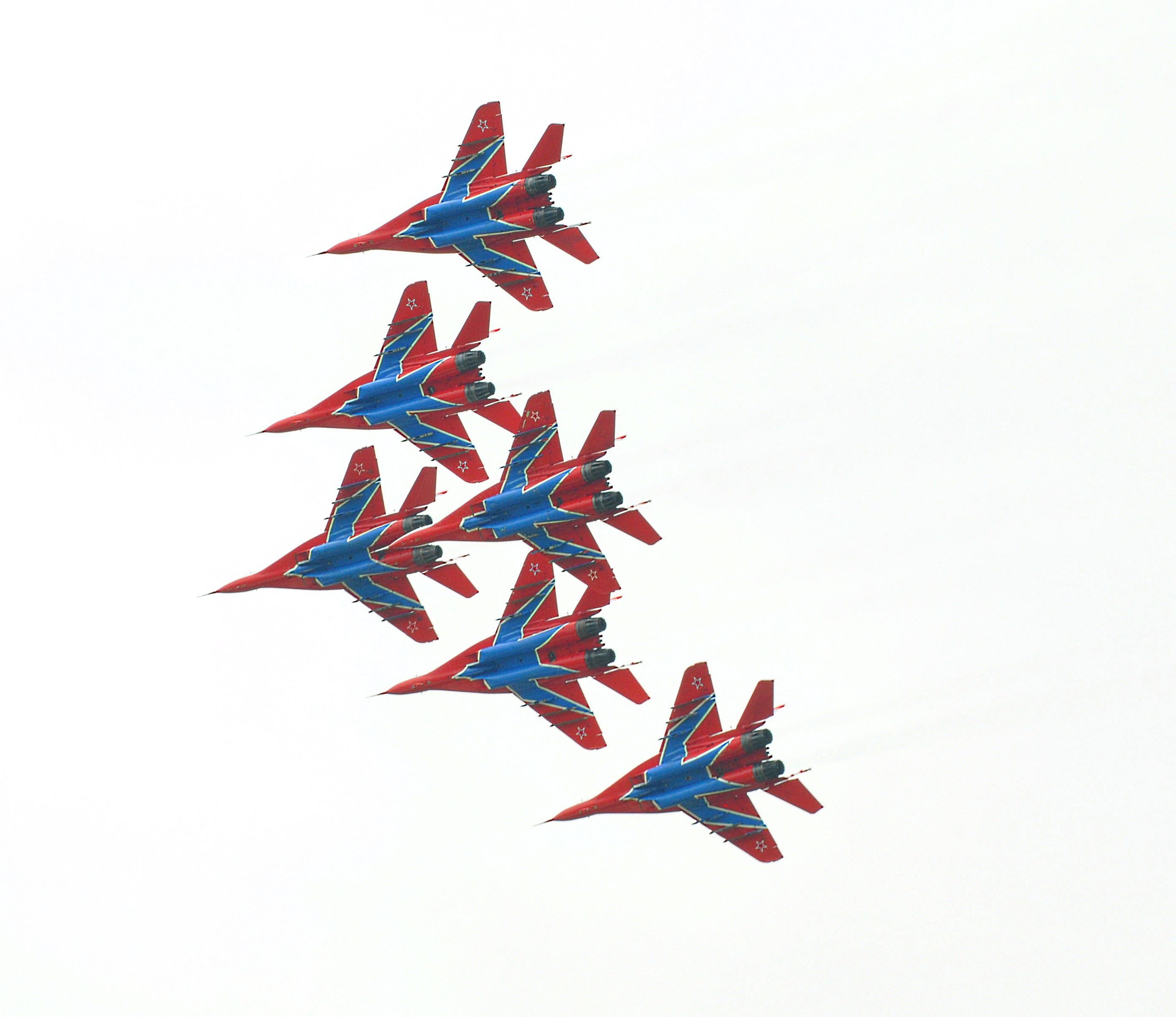
MiG-29 'Strischi' (Strizhi) auf der MAKS 2017 bei Moskau
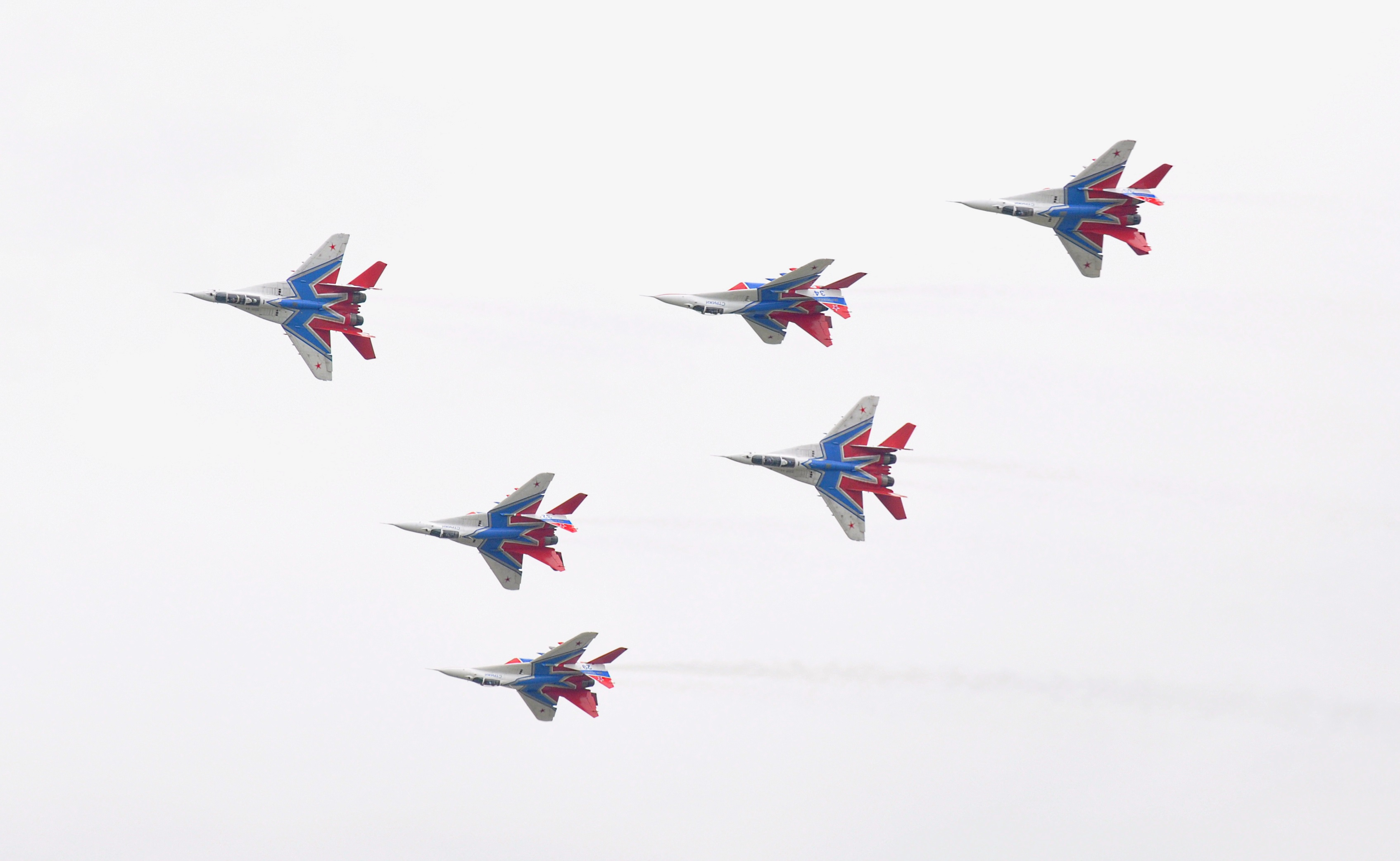
MiG-29 'Strischi' (Strizhi) auf der MAKS 2017 bei Moskau